# Laura Haas
Laura Myers Haas  (* 1956) ist eine US-amerikanische Informatikerin.
Haas studierte Angewandte Mathematik und Informatik an der Harvard University mit dem Bachelor-Abschluss 1978 und wurde 1981 an der University of Texas at Austin in Informatik promoviert. Ab 1981 war sie am IBM-Almaden-Forschungszentrum und blieb danach bei IBM, wo sie IBM Fellow wurde, 2005 bis 2011 Direktorin der Abteilung Informatik (Computer Science) am Almaden Research Center war und 2011 Direktor des IBM Research Accelerated Discovery Lab wurde. Nachdem sie bei IBM 2017 in den Ruhestand gegangen war, wurde sie Dekan des College für Informatik der University of Massachusetts Amherst.
1992/93 war sie Gastwissenschaftlerin an der University of Wisconsin.
Sie entwickelte Methoden der Integration von Daten aus unterschiedlichsten, heterogenen Quellen, die auch für Nicht-Programmierern handhabbar waren. Den Computer Pioneer Award erhielt sie für Pioniererfindungen in der Architektur föderierter Datenbanken und die Integration von Daten aus vielfältigen, verschiedenartigen Quellen (Laudatio).
Insbesondere leitete sie bei IBM das Stardust Projekt eines Query-Prozessors für Datenbanken, Grundlage für den DB2 LUW Query Processor von IBM. Sie war Hauptarchitektin des Garlic Systems und des IBM InfoSphere Federation Server und war allgemein wesentlich an der Entwicklung des Marktes für Informationsintegrations-Systeme bei IBM beteiligt. Im Clio Project entwickelte sie das Konzept des Schema mapping zur halb-automatischen Datenintegration aus unterschiedlichen Quellen und Formaten.
2010 wurde sie Mitglied der National Academy of Engineering und 2006 Fellow der Association for Computing Machinery (ACM). 2015 erhielt sie den E. F. Codd Award von SIGMOD. Sie erhielt bei IBM mehrere Outstanding Innovation und Technical Achievement Awards und den IBM Corporate Award für Informationsintegrationstechnologie und sie erhielt den Anita Borg Institute Technical Leadership Award. Für 2019 erhielt sie den Computer Pioneer Award. Sie ist seit 2015 Mitglied der American Academy of Arts and Sciences.

## Schriften (Auswahl)
- mit K. M. Chandy, J. Misra: Distributed deadlock detection, ACM Transactions on Computer Systems (TOCS), Band 1, 1983, S. 144–156
- mit G. M. Lohman, J. C. Freytag, H. Pirahesh: Extensible Query Processing in Starburst, ACM SIGMOD Record, Band 18, 1989, S. 377–388
- mit W. Chang u. a.: Starburst mid-flight: as the dust clears (database project), IEEE Transactions on knowledge and data engineering, Band 2, 1990, S. 143–160
- mit M. J. Carey, M. Livny: Tapes hold data, too: challenges of tuples on tertiary store, ACM SIGMOD Record, Band 22, 1993, S. 413–417
- mit M. J. Carey u. a.: Towards heterogeneous multimedia information systems: The Garlic approach, Proceedings RIDE-DOM'95. Fifth International Workshop on Research Issues in Data Engineering-Distributed Object Management, 1995, S. 124–131
- mit D. Kossmann, E. Wimmers, J. Yang: Optimizing queries across diverse data sources, 1997
- mit R. J. Miller, M. A. Hernández: Schema mapping as query discovery, VLDB 2000, S. 77–88
- mit R. J. Miller u. a.: The Clio project: managing heterogeneity, SIGMOD Record, Band 30, 2001, S. 78–83
- mit E. T. Lin, M. A. Roth: Data Integration through Database Federation, IBM Systems Journal, Band 41, 2002, S. 578–596.
- mit Philip A. Bernstein: Information integration in the enterprise, Communications of the ACM, Band 51, 2008, Heft 9, S. 72–79